# Himalaya, le chemin du ciel
Pour les articles homonymes, voir Himalaya (homonymie).
Pour plus de détails, voir Fiche technique et Distribution.
Himalaya, le chemin du ciel est un documentaire français réalisé par Marianne Chaud en 2007.

## Synopsis
La vie des moines bouddhistes dans le monastère de Phuktal, au Zanskar, à 4 000 mètres d'altitude. 

## Fiche technique
- Titre : Himalaya, le chemin du ciel
- Réalisation : Marianne Chaud
- Musique : Olivier Bernet
- Montage : Françoise Berger Garnault
- Production : Manuel Catteau
- Sociétés de production : ZED, Arte France, avec la collaboration de TV5 Monde
- Pays d'origine :  France
- Genre : documentaire
- Durée : 1h05 minutes
- Date de sortie : 25 novembre 2009